# Le tre donne di Casanova
Le tre donne di Casanova (Casanova Brown) è un film statunitense del 1944 diretto da Sam Wood e tratto dal romanzo An Unmarried Father di Floyd Dell del 1927 e dall'opera teatrale Little Accident dello stesso Dell e Thomas Mitchell del 1928.

## Trama
Una sera d'autunno, il professore universitario Casanova "Cas" Brown arriva in treno, proveniente da New York, nella piccola città di Rossmore, nell'Illinois, dove ad aspettarlo c'è Madge Ferris, la sua vivace fidanzata, a cui raccomanda di non parlare mai più di questo suo viaggio a New York, dove aveva provato, senza successo, a far pubblicare un libro su Casanova, il famoso seduttore del 18º secolo, ma dove era accaduto anche altro.
Dopo qualche mese, il professore, si reca da JJ, il padre di Madge per chiedere la mano della ragazza, avendo già ricevuto il si da parte di lei ed il consenso da parte di sua madre. JJ vuole bene a Cas, che conosce da piccolo, e proprio per questo gli dice di essere contrario al matrimonio, in quanto fonte di guai per ogni uomo. Il dissenso di JJ conta però poco, perché chi comanda in famiglia è la sua ricca ed energica consorte. Tempo dopo, mentre già si effettuano le prove della cerimonia del matrimonio fissato per il giorno successivo, Cas riceve una lettera da parte di una certa dottoressa Martha Zernecke che, senza spiegargli il motivo, lo invita a recarsi entro una settimana presso una clinica ostetrica di Chicago.
Turbato dalla missiva, Cas ne parla con JJ e gli racconta qualcosa che aveva tenuto segreto: durante il suo viaggio nell'autunno precedente a New York, egli aveva conosciuto una dolcissima ragazza di nome Isabel Drury. Era stato un colpo di fulmine ed i due si erano sposati immediatamente. Subito dopo il matrimonio, la sposa aveva portato Cas a conoscere la sua ricca famiglia. L'incontro non poteva avere esiti peggiori. Cas aveva avuto un duro scontro con la madre della sposa, maniaca dell'astrologia, la quale, consultando dei testi sul tema, aveva previsto che ogni sciagura si sarebbe abbattuta sul matrimonio dei due sposi. In effetti, a causa di una sigaretta accesa che Cas aveva provato a nascondere, avendo appreso che la signora Drury era contraria al fumo, e non aveva spento bene, si era sviluppato un incendio che aveva distrutto l'elegante casa dei suoceri, del valore di 750.000 dollari. Per la madre di Isabel era stata la prova che le stelle avevano ragione e Cas, per quanto mortificato per ciò aveva causato, dopo aver espresso chiaramente cosa pensava di tali superstizioni, se ne era andato irritato.
A dicembre di quell'anno, poi, aveva ricevuto la comunicazione, da parte dei legali della famiglia Drury, che il matrimonio era stato annullato. Così, adesso, pensando che la lettera della dottoressa potesse avere a che fare con quanto accaduto, decide di partire per Chicago, promettendo di tornare l'indomani sera, in tempo per il matrimonio.
Giunto in ospedale, Cas viene sottoposto a una serie di visite ed esami medici senza essere infomato dello scopo. Solo a questo punto riesce a parlare con la dottoressa Zernecke che gli comunica che la sua salute è ottima, che Isabel ha appena avuto una bambina di cui lui è il padre e che i test effettuati servono per lo schedario, dato che Isabel vuole dare la bimba in adozione. Poi mostra a Cas la piccola bimba che riposa nella nursery e l'uomo ne è conquistato. Poco dopo incontra Isabel, che è ancora in ospedale, e che gli conferma che lui è il padre della bimba ma che non vuole tenerla e per questo la darà in adozione perché, in tal modo, sarà più facile per lei potersi risposare.
Cas, allora, non volendo rinunziare alla bimba, si traveste da dottore e la porta via dall'ospedale, nascondendosi in un hotel. Tutti questi avvenimenti, impediscono a Cas di tornare in tempo per il matrimonio con Madge ma ciò che più gli interessa, al momento, è prendersi cura della neonata e lo fa con dedizione assoluta, aiutato, in questo, da due membri dello staff dell'hotel, Monica Case, una cameriera, e Frank, un fattorino pasticcione. Cas, essendo disposto a fare qualsiasi cosa per tenere la bambina e ritenendo che ciò possa avvenire solo se avesse avuto una moglie, propone a Monica di sposarlo e la ragazza accetta. Così, Cas e Monica, insieme alla piccola, si recano al municipio.
Nel frattempo, Isabel aveva confessato alla dottoressa che quello dell'adozione era solo uno stratagemma per far accorrere Cas all'ospedale e scoprire cosa l'uomo provasse veramente per lei e per la bimba. A causa della sventatezza di Frank, si viene a conoscere il nome dell'hotel dove il professore si è rifugiato e ben presto JJ con la figlia Madge e il signor Drury con Isabel si ritrovano tutti insieme nell'hotel. Alla fine, Cas e Isabel riescono a parlarsi e l'uomo le dice che non ha potuto sposare Monica perché, secondo la legge dell'Illinois, devono passare tre giorni dal momento della richiesta per potersi celebrare il matrimonio. Tutto si risolve per il meglio, perché Cas e Isabel si amano ancora e potranno formare una famiglia insieme alla loro bimba.

## Riconoscimenti
Premi Oscar 1945
- Candidatura migliore scenografia per Perry Ferguson e Julia Heron
- Candidatura migliore colonna sonora per Arthur Lange
- Candidatura miglior sonoro per Thomas T. Moulton